# Turismo sexual feminino
Turismo sexual feminino refere-se ao turismo sexual praticado por mulheres, que se deslocam de seu local de origem com o intuito de  se envolverem em relações íntimas com profissionais do sexo. Mulheres que praticam turismo sexual podem procurar aspectos da relação sexual não buscado pelo turistas sexuais masculinos, como o romance e demonstração de intimidade. Mulheres - especialmente as ricas, solteiras e idosas - podem planejar suas férias para fazer sexo ou se envolver em romances com companheiros que lhe façam sentir-se especiais e lhes deem a atenção demandada. A prevalência de turismo sexual feminino é significativamente menor do que o turismo sexual masculino.
O turismo sexual feminino ocorre em diversas regiões do mundo. A demografia do turismo sexual feminino varia conforme o destino, mas, via de regra, as turistas sexuais são mulheres de classe média-alta ou alta de países desenvolvidos que viajam para países subdesenvolvidos ou emergentes em busca de romance ou encontros sexuais fugazes.
As turistas sexuais podem ser classificados em três tipos :
- Turistas sexuais tradicionais, que têm características e motivos semelhantes aos turistas sexuais masculinos.[3]
- Turistas sexuais situacionais, cujas viagens não tiveram como escopo o exercício da sexualidade, mas que eventualmente se envolvem em encontros sexuais com homens locais.[1]
- Turista romântica, assim entendida aquela cuja viagem se destina à vivência de romances que não podem ser experimentados no seu país de origem.[4]

Os homens profissionais do sexo são vitais para a satisfação dessas mulheres, seja física ou emocionalmente. O turismo sexual vem se tornando um fenômeno globalizado, o que traz significantes riscos para a população em geral, na medida em que possibilita o fluxo de enfermidas endêmicas de uma região para outra, especialmente no que concerne às infecções sexualmente trasmissíveis, a exemplo da AIDS. As mulheres envolvidas com o turismo sexual não fazem uso de contraceptivos de barreira na maior parte de suas viagens, o que as torna especialmente suscetíveis ao acometimento por estas moléstias.